# Abū Nasr as-Sarrādsch
Abū Nasr ʿAbdallāh as-Sarrādsch (arabisch أبو نصر عبد الله السراج الطوسي, DMG Abū Naṣr ʿAbd Allāh as-Sarrāǧ aṭ-Ṭūsī; gestorben 988) war ein Sufi-Gelehrter aus Tūs im heutigen nordöstlichen Iran.

## Werke
Sein einflussreichstes Werk ist sein Kitāb al-Lumaʿ (Schlaglichter über das Sufitum). Es wurde von Richard Gramlich ins Deutsche übersetzt.